# Мухамед Панџа
Мухамед Панџа (1897—1962) био је муслимански теолог и један од челника Одбора народног спаса.

## Биографија
Мухамед Панџа рођен је у Сарајеву 1897. у богатој муслиманској породици ватрених вјерских вођа. Отац је био мудерис у Атмејданској медреси, члан Улема-меџлиса и ваиз у Беговој џамији.
Мухамед је предавао у школи, писао у новинама и преводио с арапског језика. Био је вјероучитељ у гимназији, а касније је постављен за ваиза у Беговој џамији. Изабран је једногласно (9 гласова) у Улема-меџлис 1938. и повјерен му је реферат баш-ваиза. У државној и вакуфској служби није службовао од 1930-их. Заједно са Муниром Сахиновићем је једно вријеме издавао лист Исламски свијет, а једно вријеме га је издавао сам. У сарадњи са бившим реис-ул-улемом Мехмедом Џемалудином Чаушевићем преводио је Куран. Превео је првих 20 џузова Курана, због чега је дошао у сукоб с тадашњом улемом окупљеном око Ел Хидаје, која га је напала због слободоумних тумачења одређених ајета.
Сарајевским огранком Мерхамета је предсједавао дужи низ година. На почетку Другог свјетског рата био је отворено и досљедно проњемачки оријентисан. Када је 10. маја 1941. прошла прва манифестациона поворка кроз Сарајево, он је био једини имам у поворци. Приликом посједе јерусалимског муфтије Мухамеда Амина ел Хусеинија Сарајеву, отворено је заговарао оснивање СС дивизије сачињене од Муслимана и отворено је агитовао међу муслиманским официрима у Домобранству да се добровољно пријављују у ту СС дивизију.
Главни је аутор меморандума Адолфу Хитлеру, али вјероватније је да је меморандум резултат заједничких напора групе Муслимана. Послије је промијенио ставове и основао Муслимански ослободилачки покрет и накратко приступио партизанима. СС-овци су га заробили код Тузле и једва се изборио да га предају хрватским властима, које су га затим затворила на Савској цести. Бројни Муслимани су интервенисали за њега, па је ослобођен али уз услов да живи у Загребу. Био је пријатељ Адемагом Мешићем.
У прољеће 1945. речено му је да пређе на територију под контролом партизана или ће бити ликвидиран. Преко Лике и Херцеговине стигао је у Сарајево у априлу 1945. године. Поново је био ваз у Беговој џамији. Притворен је 3. маја 1945. године. Суд части га је осудио на десет година. Преминуо је 1962, а покопан је на Грличића брду.